# دم بریدن
دم بریدن، کوتاه کردن (دم) یا قیچی کردن (دم) (به انگلیسی: Docking) برداشتن عمدی بخشی از دم جانور است. اصطلاح گوش‌بری (cropping) بیشتر در بارهٔ بریدن گوش‌ها استفاده می‌شود، در حالی که قیچی کردن معمولاً - اما نه منحصراً - به دم اشاره دارد. اصطلاح دم‌بری (tailing) نیز معمولاً استفاده می‌شود. این اصطلاح به این دلیل به وجود می‌آید که گوشت زنده دم، که از آن موهای دم جانور رشد می‌کند، معمولاً به نام کوتاه کردن (Docking) شناخته می‌شود.
بسیاری از نژادهای گوسفند دم خود را برای کاهش تجمع مدفوع که می‌تواند زخم مگس‌ها را تشویق کند لنگر انداخته‌اند. همچنین این هدف در قاطرسازی استفاده می‌شود. دم بریدن همچنین دیدن پستان در حال رشد میش را برای شناسایی مشکلات احتمالی آسان‌تر می‌کند.

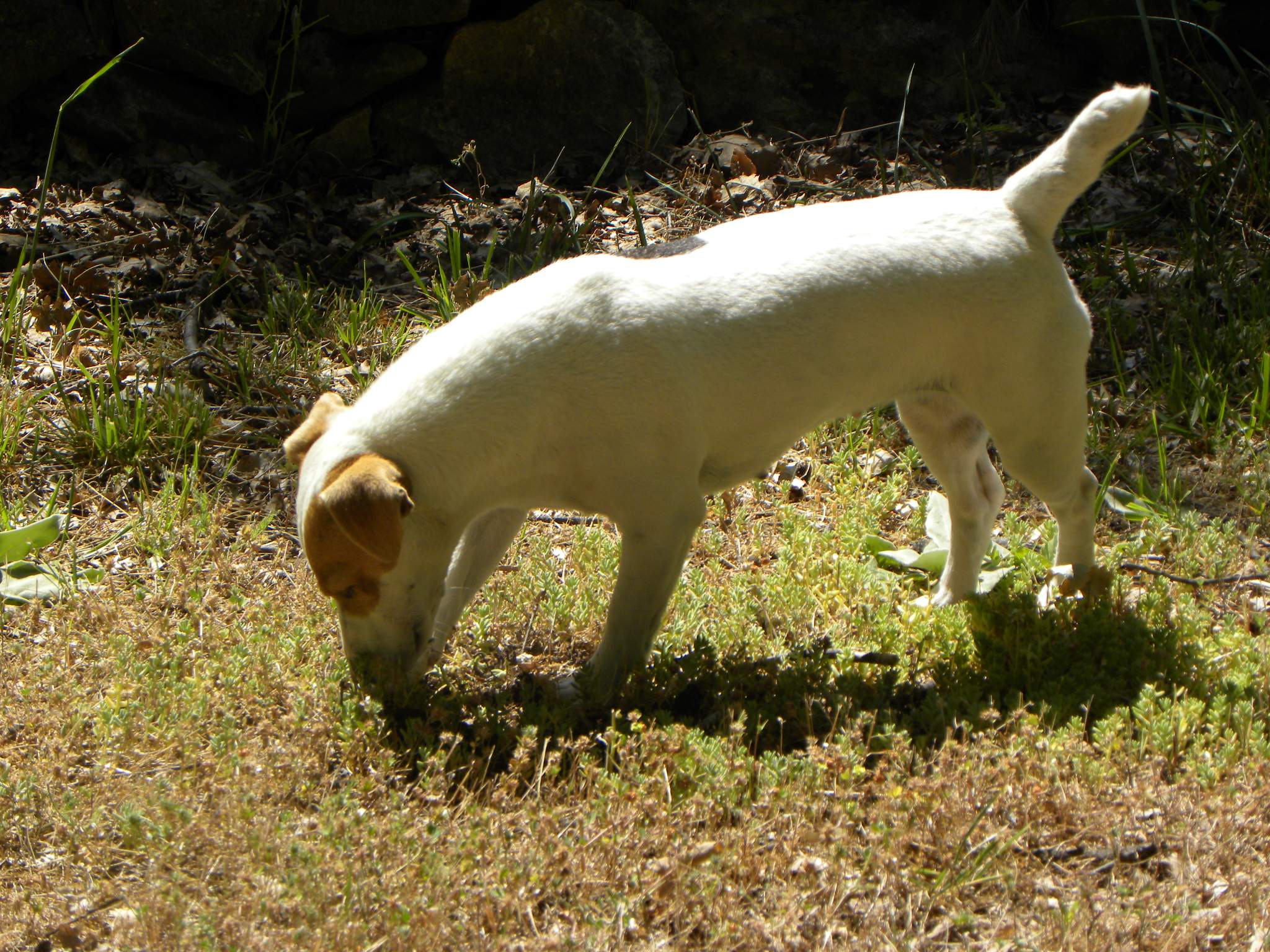
سگی با دم نیمه‌بریده در حال بو کشیدن برای قارچ دنبلان

در کاربرد نوین، این اصطلاح معمولاً مانند برخی از نژادهای سگ به قطع دم اشاره نمی‌کند. با این حال، از نظر تاریخی، دم بریدن روی برخی از اسب‌ها، اغلب به عنوان کره اسب انجام می‌شد. این عمل در برخی کشورها ممنوع شده‌است، اما هنوز در برخی از اسب‌های نمایشی و در حال کار در برخی از مکان‌ها دیده می‌شود و در برخی از عملیات PMU انجام می‌شود.